# Mademoiselle Fifi (opera)
Mademoiselle Fifi è un'opera in un atto di Cezar' Antonovič Kjui.

## Storia della composizione
L'opera fu negli anni 1902-03. Il libretto fu scritto dal compositore basandosi sulla novella omonima di Guy de Maupassant, scritta nel 1882 e sul suo adattamento drammatico di Oscar Méténier. L'opera andò in scena per la prima volta il 4 (17) novembre 1903 al teatro dell'Ermitage di San Pietroburgo. Nella musica dell'opera Kjui inserì alcuni motivi francesi e tedeschi, tra cui Die Wacht am Rhein. Nel corso delle sue rappresentazioni fu chiamata anche La donna di Rouen (Женщина из Руана). L'opera venne messa in scena spesso nella Russia imperiale, ed ebbe un significato particolare durante la prima guerra mondiale, per il suo tono patriottico nella lotta contro la Germania. Nonostante il successo iniziale e un suo adattamento prodotto durante la seconda guerra mondiale, l'opera non è rimasta nel repertorio standard in Russia.

## Trama
L'azione ha luogo nel 1871 nel castello d'Uville, nei pressi di Rouen.
In un giorno di pioggia durante la guerra franco-prussiana, i soldati tedeschi che occupano un castello nei pressi di Rouen, mandano a chiamare alcune prostitute dalla vicina città. Quando le ragazze arrivano, ciascuna di loro viene assegnata a un militare e tutti cenano assieme. Von Eryk, detto "Fifì", schernisce Rachel, che gli è stata assegnata. La compagnia intona canti tedeschi e francesi per divertimento. Ad un tratto Rachel canta un canto patriottico francese, al che Fifì si vanta che la Germania non conquisterà solamente tutta la Francia, ma anche le sue donne. Rachel lo pugnala e fugge. Fifì muore, e si prega per lui mentre le campane della chiesa vicina suonano.